# L'ultimo detective (romanzo Robert Crais)
L'ultimo detective, titolo originale The Last Detective, è un romanzo poliziesco di Robert Crais. È stato pubblicato nel 2003 negli Stati Uniti, e nello stesso anno in Italia dalla casa editrice Arnoldo Mondadori Editore. Esso costituisce il nono capitolo delle vicende incentrate sulla coppia di investigatori privati Elvis Cole e Joe Pike.

## Curiosità
In questo romanzo Elvis Cole incontra Harry Bosch, personaggio principale di una lunga e fortunata serie di romanzi di Michael Connelly. Nella finzione abitano entrambi sulle colline sopra Hollywood vicino alla Mulholland Drive ed hanno in comune un passato nella Guerra del Vietnam. L'autore rende così omaggio al suo amico e collega che, nello stesso anno, ricambia la cortesia facendoli incontrare ancora nel romanzo Lame di luce.

## Edizioni in italiano
- Robert Crais, L'ultimo detective, Arnoldo Mondadori Editore, 2003, ISBN 88-04-53329-3.

- Robert Crais, L'ultimo detective, collana Il Giallo Mondadori n.2879, Mondadori, 2005.